# Geneviève Moulin

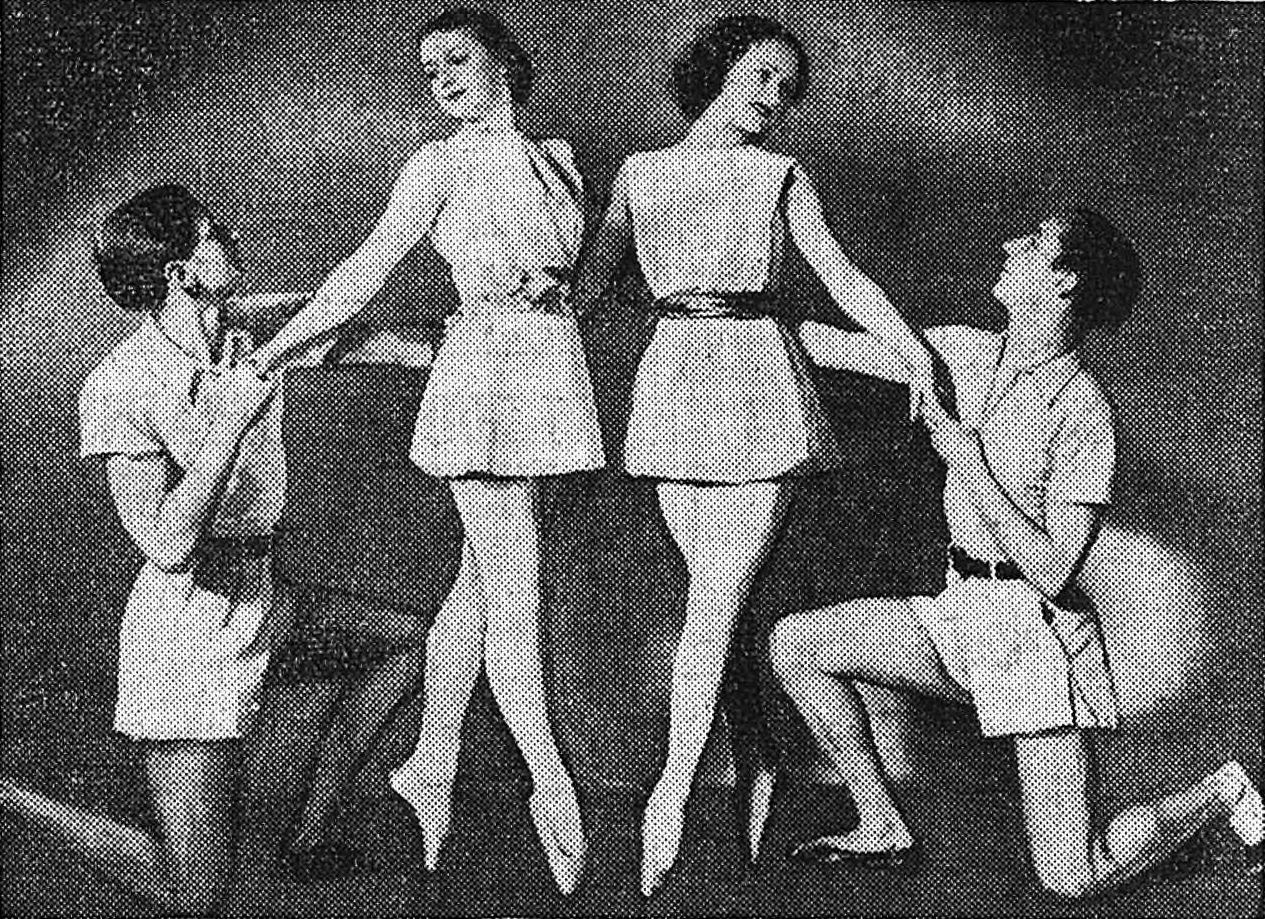
Les Ballets de la jeunesse, 1938

Geneviève Moulin est une danseuse de ballet, chorégraphe, professeure de danse française.

## Biographie
Elle étudie la danse avec Lioubov Iegorova. En 1935, encore enfant, dans la petite classe d'Egorova, elle danse le rôle de Roxane dans Colinette et Roxane d'Anatole Schaïkevitch. En 1938, à 15 ans, elle est membre de la toute nouvelle troupe d'Egorova, les Ballets de la Jeunesse (ru), qui débutent salle Pleyel, en janvier,, puis aux Ambassadeurs, en avril,,,,.
En 1939, Lubov Tchernicheva, maîtresse de ballet, et Serge Grigoriev, régisseur des  ballets russes du colonel W. de Basil, l'engage, avec Tatiana Leskova , les frères Tupine et Nina Popova, pour la saison à Covent Garden. Elle devient danseuse étoile de cette compagnie .Elle se produit avec les ballets russes du colonel W. de Basil en Grande-Bretagne (mai-juillet 1939), en Australie (novembre 1939), puis aux États-Unis, Los Angeles, San Francisco et New York (1941).
En 1941, les tournées sont interrompues. Lors d'un voyage à Cuba, dix-huit danseurs dirigés par Alberto Alonso se mettent en grève et quittent la troupe pour New York. Le reste des danseurs des Ballets russes se retrouvent sans moyens de subsistance. Seulement deux représentations sont données à La Havane, après quoi le théâtre rompt le contrat  car il n'y a pas assez de danseurs pour donner les représentations.
Les danseurs vivent sur l'île pendant six mois, gagnant de l'argent du mieux qu'ils peuvent, l'organisateur du voyage, Sol Hurok, refuse de payer les salaires des artistes qui, avec des passeports Nanson, ne peuvent ni rentrer chez eux dans une Europe déchirée par la guerre, ni partir en Amérique du Sud, pour le contrat suivant puisque la troupe s'est effondrée. Geneviève parcourt l'île avec un petit groupe pour des représentations, organisées par David Lichine; ils dansent les "danses africaines" qu'il a mise en scène dans Conga Pantera au Cabaret Tropicana.
En 1947, elle est en Angleterre avec les ballets russes du colonel W. de Basil, elle danse The Silver Birch, chorégraphie de Boris Kniaseff, sur une musique de Tchaïlovsky.
En 1954-1957, elle est danseuse étoile aux Ballet de Strasbourg.
En 1955, Elle danse le rôle-titre de Cydalise et le Chèvrepied de Gabriel Pierné, au Grand Casino de Vichy.
Elle est professeure de danse au conservatoire de Besançon.